# Rychlostní silnice S10 (Rakousko)
Rychlostní silnice S10 (Schnellstraße S10, Mühlviertler Schnellstraße) je rychlostní komunikace, která naváže na současnou rakouskou dálnici A7 u Unterweitersdorfu a u obcí Wullowitz – Dolní Dvořiště se na státní hranici Česka a Rakouska spojí s připravovanou českou dálnicí D3. Rychlostní komunikace S10 má především odlehčit obcím nacházejícím se v oblasti Mühlviertlu (zejména Rainbach, Freistadt), přes které vede mezinárodní tah Praha – Linec a napojit oblast severně od Lince a jižní Čechy na mezinárodní silniční tahy. Jde o jednu z nejdůležitějších komunikací v Horním Rakousku. Přestože, jak již bylo zmíněno, má tato komunikace i mezinárodní význam, její hlavní význam spočívá v lokálním provozu, protože většina uživatelů budoucí komunikace S10 bude cestovat jen v rámci Rakouska, zejména do Lince. V současné době je v zprovozněný souvislý úsek komunikace v rozsahu od ukončení dálnice A7 po město Freistadt v celkové délce 22 km. Celková projektovaná délka rychlostní komunikace činí 37,4 km a odhadované náklady 934 milionů eur (přibližně 23,9 miliardy Kč).Projekt je rozdělen do tří úseků – jižní, střední a severní. V současné době jsou v provozu dva úseky – jižní a střední s délkou 22 km a s celkovými náklady 718 milionů eur (přibližně 17,95 miliardy Kč) na tyto dva úseky. Výstavba severního úseku dostala povolení ke stavbě v srpnu 2021.

## Historie projektu
V původních návrzích bylo plánováno vystavět současnou dálnici A7 až na česko-rakouskou hranici, ale z tohoto projektu později sešlo a současná dálnice A7 končí několik kilometrů za Lincem u obce Unterweitersdorf. V současné době je místo dálnice A7 projektována od Unterweiterdorfu na státní hranice rychlostní silnice S10 namísto v současné době nevyhovující a značně přetížené spolkové silnice B 310.

## Současná situace (květen 2023)
Aktuálně je zprovozněn úsek rychlostní silnice S10 mezi výjezdy Unterweitersdorf (kde rychlostní silnice S10 navazuje na dálnici A7) a výjezdem Freistadt-Nord, kde je rychlostní silnice S10 prozatímně ukončena a provoz sveden na spolkovou silnici B310 vedoucí až ke státní hranici Česka a Rakouska u obcí Dolní Dvořiště/Wullowitz. Úsek mezi výjezdy Unterweitersdorf a Pregarten, dlouhý cca 2 km, byl uveden do provozu v létě roku 2012.
Dne 15. listopadu 2014 byl rovněž zprovozněn cca 6 km dlouhý úsek Freistadt-Nord – Freistadt-Süd, který slouží jako obchvat města Freistadt.
Na zbylých úsecích byly stavební práce zahájeny v průběhu roku 2012 s tím, že celá rychlostní silnice S10 v úseku Freistadt-Nord až Unterweitersdorf byla zprovozněna 21. prosince 2015. Součástí těchto stavebních prací bylo vyhloubení cca 4,5 km dlouhého tunelu Götschka a rovněž zprovoznění druhého tubusu tunelu pod městem Neumarkt.
Výstavba úseku Freistadt-Nord – Rainbach-Nord (7,2 km) je v současné době ve fázi výstavby, která započala 3. listopadu 2023.
Zbytek trasy na státní hranice Rakousko/Česko (8.8 km) je ve fázi plánování.

## Harmonogram výstavby jednotlivých úseků
- Unterweitersdorf (konec dálnice A7) – Pregarten, délka: 2 km, stav: v provozu, zprovozněno: září 2012
- Pregarten- Freistadt Süd, délka: 15 km, stav: zahájení výstavby v letech 2012–2013, zprovoznění: prosinec 2015
- Freistadt Süd – Fresitadt Nord (obchvat města Freistadt), délka: 6 km, stav: v provozu, zprovozněno: listopad 2014
- Freistadt Nord – Rainbach Nord, délka 7,2 km, stav: ve výstavbě od listopadu 2023,  zprovoznění: 2027
- Rainbach Nord – státní hranice Česko/Rakousko, délka 8,8 km, stav: fáze plánování, termín zahájení stavby 2028 zprovoznění: 2031

## Severní úsek rychlostní silnice S10
Severní úsek rychlostní silnice S10 povede od města Freistadt (od křižovatky Freistad-Nord) ke státním hranicím s Českem u obcí Wullowitz – Dolní Dvořiště. Délka úseku bude 16 km a součástí trasy jsou čtyři tunely. Vzhledem k úsporným opatřením rakouské strany byla realizace tohoto úseku pozastavena a odložena na období po roce 2018. Tento úsek nemá z vnitrostátního pohledu Rakouska až tak velký význam jako části rychlostní silnice S10 vedoucí do Freistadtu. Hlavní význam tohoto severního úseku tak spočívá především v mezinárodním spojení Rakouska a Česka a napojení Horního Rakouska a jižních Čech na mezinárodní silniční tahy. Finanční úspory ale nebyly jediným důvodem odložení výstavby tohoto úseku. Podstatný vliv na výstavbu tohoto úseku má i neochota české strany začít s výstavbou navazující komunikace D3. Úsek D3 vedoucí z Českých Budějovic na státní hranici s Rakouskem nebyl dokonce do tzv. "superkoncepce" dopravních staveb roce 2011 vůbec zahrnut. V současné době je již silnice D3 od Českých Budějovic na hranice s Rakouskem opět mezi plánovanými stavbami. Plánované zprovoznění dálnice D3 na jihu Čech je naplánováno do roku 2024, severní úseky nebudou otevřeny před rokem 2028. Vzhledem k současné stavební neaktivitě české strany při výstavbě všech úseků komunikace D3 mezi Českými Budějovicemi a státní hranicí, však rakouská strana od urychlené realizace severního úseku své rychlostní silnice S10 prozatím odstoupila. Výstavba tohoto úseku byla přesunuta do kategorie méně důležitých staveb s datem realizace po roce 2018.

## Urychlení výstavby úseku Freistadt – Rainbach im Mühlkreis
Rakousko v současné době plánuje výstavbu úseku Freistadt Nord – Rainbach Nord v letech 2023–2027 (délka cca 8 km). V současné době je předběžně vybrána trasa tohoto úseku, který povede západně od obce Rainbach im Mühkreis a severně od této obce se napojí na stávající komunici B310 vedoucí na státní hranice. Pokud by k realizaci došlo, zbývalo by na české hranice dostavět cca 8 km rychlostní silnice S10. Předpoklad obnovy plánování výstavby nejsevernějšího úseku rychlostní silnice S10 mezi výjezdy Rainbach-Nord – státní hranice Česko/Rakousko je v roce 2020.

## Trasa plánované komunikace S10

### Jižní úsek
- Napojení na dálnici A7 Mühlkreis Autobahn
- Přivaděč Pregarten
- Tunel Götschka (4760 m)
- Přivaděč Neumarkt Süd
- Tunel Neumarkt (1865 m)
- Poloviční přivaděč Kefemarkt

### Střední úsek
- Přivaděč Freistadt Süd
- Tunel Walchsdorf (800m)
- Tunel Satzinker (276m)
- Tunel Manzenreith (1250 m)
- Poloviční přivaděč na B 38 Böhmerwald Straße
- Přivaděč Freistadt Nord

### Severní úsek
- Tunel Vierzehn (1450 m)
- Poloviční přivaděč Rainbach-West
- Poloviční přivaděč Rainbach-Nord
- Poloviční přivaděč Leopoldschlag
- Tunel Leopoldschlag (590 m)
- Tunel Leitmannsdorf (950 m)
- Přivaděč Wullowitz